# Comuna Prohid, Ratne
Prohid (în ucraineană Прохід) este o comună în raionul Ratne, regiunea Volînia, Ucraina, formată din satele Komarove, Konîșce, Prohid (reședința) și Starostîne.

## Demografie
Componența lingvistică a satului Prohid
     Ucraineană (99,43%)
     Alte limbi (0,52%)
Conform recensământului din 2001, majoritatea populației satului Prohid era vorbitoare de ucraineană (99,43%), existând în minoritate și vorbitori de alte limbi.